# Những thiếu niên trong không gian
Những thiếu niên trong không gian (Nhật: 地球外少年少女/ ちきゅうがいしょうねんしょうじょ Hepburn: Chikyūgai Shōnen Shōjo, dịch "Những chàng trai và cô gái ngoài vũ trụ") là một bộ phim điện ảnh hoạt hình Nhật Bản thuộc thể loại khoa học viễn tưởng do Mitsuo Iso viết kịch bản và đạo diễn. Phim do Production +h sản xuất với Netflix, Avex Pictures và Asmik Ace đồng phát hành. Mảng thiết kế nhân vật do Yoshida Kenichi thực hiện, phần hoạt hình do Inoue Toshiyuki chịu trách nhiệm. Nhạc phim do Ishizuka Rei sản xuất, trong khi bài hát chủ đề, "Oarana," do Vincent Diamante sáng tác và thể hiện bởi ca sĩ nhạc rap ảo Harusaruhi (春 猿 火). Bộ phim kể về việc vào năm 2045, hai đứa trẻ sinh ra trên mặt trăng và ba đứa trẻ từ Trái Đất nỗ lực sống sót khi bị mắc kẹt do tai nạn trên trạm vũ trụ. Phim được phát hành tại Nhật Bản dưới dạng hai bộ phim, với phần 1 công chiếu vào ngày 28 tháng 1 năm 2022 và phần 2 vào ngày 11 tháng 2. Trên Netflix, Những thiếu niên trong không gian được phát hành vào ngày 28 tháng 1 năm 2022 dưới dạng một miniseries dài sáu tập, trùng với ngày phát hành phần 1 tại Nhật Bản.
Phong cách hoạt hình và cốt chuyện tập trung vào trẻ em và công nghệ được đánh giá là có sự tương đồng với với sê-ri hoạt hình năm 2007 của Mitsuo Iso, Dennou Coil. Nó nhấn mạnh vào chuyển động dày đặc trong khi làm việc với thiết kế nhân vật trông đơn giản, hoạt động hiệu quả để truyền tải chuyển động phức tạp của máy bay không người lái, trọng lực và phương tiện quỹ đạo trên trạm vũ trụ.
Những thiếu niên trong không gian được cho là đã khám phá các tương tác với trí tuệ nhân tạo (AI) và xem xét các kết quả khác nhau có thể xảy ra khi AI đưa ra những kết luận khác nhau về con người khi chúng có được những mức độ hiểu biết khác nhau về sự phức tạp của con người. AI trong bộ phim có những hạn chế được đặt ra để hạn chế khả năng của chúng và ngăn chúng trở nên quá thông minh và có khả năng đe dọa nhân loại, một yếu tố để câu chuyện trở nên có liên quan trong các tập sau của miniseries.

## Nội dung
Lấy bối cảnh tương lai gần vào năm 2045, một sao chổi tấn công một trạm vũ trụ thương mại mới mở của Nhật Bản trên quỹ đạo địa tĩnh, Anshin. Đồng thời, một nhóm ba trẻ em đến từ Trái đất đã được đưa lên trạm vũ trụ thương mại trong một chuyến thăm được tài trợ. Mục đích của chuyến thăm của họ là để gặp Sagami Touya, một cậu bé sống sót cuối cùng được sinh ra trong không gian. Konoha, một người sinh ra trong không gian khác, đang trải qua liệu pháp vật lý trị liệu trên không gian để cơ thể của họ thích nghi với sự di chuyển trong lực hấp dẫn của Trái đất. Vụ va chạm với sao chổi khiến hệ thống máy tính trên trạm vũ trụ gặp trục trặc. Khác với hầu hết các nhân viên người lớn của trạm, trẻ em điều hướng các giai đoạn đầu của thảm họa bằng cách sử dụng kết nối băng hẹp cục bộ, AGI thông minh hạn chế và máy bay không người lái được điều khiển bởi các thiết bị qua da tương đương với điện thoại thông minh. Kết nối Internet của họ bị cắt, nguồn cung cấp oxy bị cắt, và họ nhanh chóng phát hiện ra rằng nhà ga đã bị hư hại do va chạm và rò rỉ không khí. Đôi khi mâu thuẫn với nhau, họ phải đối mặt với những khó khăn như giảm bớt sức ép, EVA với bộ quần áo nhựa không đủ và bỏ chạy khỏi các máy vi cơ được cho là được thiết kế để lấy nước từ sao chổi. Thấp thoáng trước những khó khăn trước mắt này là mối đe dọa lớn hơn về một điểm kỳ dị công nghệ được cho là đã được ngăn chặn trong thập kỷ trước trong gang tấc.

## Nhân vật
Sagami Tōya (相模 登矢)
Lồng tiếng bởi: Fujiwara Natsumi
Hacker 'edgelord' 14 tuổi. Một trong những đứa trẻ đầu tiên của loài người được sinh ra trên mặt trăng, anh ta ghét những người Trái đất vì một số lý do nhất định. Anh ta ghê tởm trước định kiến không chính đáng từ Earthlings. Touya và Konoha được cấy ghép vào não của họ được thiết kế bởi AI "Seven", và anh ta cố gắng hack họ bằng cách sử dụng máy bay không người lái "Dakki" của bạn mình, người có giới hạn trí thông minh đã bị loại bỏ, để sửa chữa những khiếm khuyết tiềm ẩn.
Nanase Б Konoha (七瀬・Б・心葉 Nanase Bē Konoha)
Lồng tiếng bởi: Waki Azumi
Cô gái 14 tuổi là bạn thời thơ ấu của Touya, một đứa trẻ khác được sinh ra trên mặt trăng, được cấy ghép vào não. Cô ấy yếu hơn Touya về thể chất, và luôn hoạt động với một máy bay không người lái y tế đo nhịp tim và nhịp thở của cô ấy. Đôi khi cô cảm thấy hình ảnh ai đó đang nói với mình, và có một nỗi ám ảnh mơ hồ về điều đó.
Tsukuba Taiyō (筑波 大洋)
Lồng tiếng bởi: Ono Kensho
Cậu bé 14 tuổi là hacker mũ trắng chính thức của UN2.1, đang tuần tra các hoạt động bất hợp pháp bằng máy bay không người lái Buddy "Bright." Anh ấy đối xử với mọi người một cách lịch sự với một thái độ mềm mỏng, nhưng ý thức công bằng của anh ấy rất mạnh mẽ nên đôi khi anh ấy có thái độ quyết liệt. Anh đến với "Anshin" thông qua chiến dịch trải nghiệm không gian ở tuổi vị thành niên của Deegle.
Misasa Mīna (美笹 美衣奈)
Lồng tiếng bởi: Akasaki Chinatsu
Cô gái 14 tuổi tự gọi mình là Space Tuber (宇宙チューバー Sora Tuber) và đặt mục tiêu có 100 triệu người theo dõi trên SNS. Cô ấy liên tục nói chuyện với những người theo dõi của mình theo cách cư xử giống như thần tượng, nhưng một khi internet ngừng hoạt động, cô ấy sẽ hoảng sợ. Cô ấy không thích không gian vũ trụ, nhưng coi nó là cơ hội để có được những người theo dõi, vì vậy cô ấy đã đến thăm trạm vũ trụ "Anshin" trong chiến dịch trải nghiệm không gian ở độ tuổi vị thành niên của Deegle.
Tanegashima Hiroshi (種子島 博士)
Lồng tiếng bởi: Kobayashi Yumiko
Cậu bé 12 tuổi là em trai của Mina, dù họ của họ khác nhau do cha mẹ ly hôn. Anh ấy đang trên đường đến "Anshin" với em gái của mình và không thể không vui mừng vì anh ấy có thể đến không gian thân yêu của mình cho chiến dịch này. Anh ấy cũng là một fan hâm mộ lớn của Touya sinh ra trong không gian, và thậm chí còn rất thông thạo các thuyết âm mưu khác nhau được kể trong tài khoản bí mật của anh ấy.
Nasa Houston (那沙・ヒューストン Nasa Hūsuton)
Lồng tiếng bởi: Ise Mariya
Cô là y tá và người chăm sóc của trạm không gian "Anshin" và phụ trách Touya và Konoha. Cô thường bị người khác lợi dụng và bị ép làm người phục vụ cho những đứa trẻ được mời bởi chiến dịch của Deegle. Sở thích của cô là đọc những lời tiên tri huyền bí được gọi là "Bảy bài thơ".
Sagami shichō (相模 市長)
Lồng tiếng bởi: 
Thị trưởng thành phố Anshin và chú của Touya, người đã nhận nuôi cậu sau khi cha mẹ cậu qua đời. Anh ta yêu cầu Touya trải qua vật lý trị liệu để giúp anh ta chịu được lực hấp dẫn để đưa anh ta đến Trái đất.
Isako Darmstadt Nobeyama (野辺山・ダルムシュタット・伊佐子 Nobeyama Darumushutatto Isako)
Lồng tiếng bởi: 
Cô ấy là người điều hành cho "Anshin" và là một người bạn tốt của Nasa.
Johnson Uchinoura Kennedy (ジョンソン・内之浦・ケネディ Jonson Uchinoura Kenedī)
Lồng tiếng bởi: 
Anh ta là một nhà điều hành cho "Anshin". Anh ấy tốt nghiệp Harvard, nhưng đúng hơn là một người bệnh về cơ.
Anshin-kun (あんしんくん n.đ.Mr. Anshin)
Lồng tiếng bởi: 
Linh vật của "Anshin" được tạo ra bởi Kokubunji, nhà thiết kế chính của "Anshin."
Dakki (ダッキー Dakkī)
Lồng tiếng bởi: 
Máy bay không người lái hình cầu màu đen của Touya. Tên của nó là Darkness Killer và có biệt danh là Dakki. Chức năng ngôn ngữ của nó bị trục trặc, vì vậy nó không thể trò chuyện.
Bright
Lồng tiếng bởi: 
Máy bay không người lái hình khối vuông màu trắng của Taiyo. Nó là một máy bay không người lái đã được UN2.1 phê duyệt và nó có thể trò chuyện.
Medi
Máy bay không người lái của Konoha trông có vẻ lo lắng. Nó liên quan đến cô, luôn quan sát nhịp tim và nhịp thở của cô. Đuôi của nó là một ống nghe.
Lồng tiếng bởi: 
Selphy
Máy bay không người lái hình trái tim của Mina. Nó chuyên dùng cho các chức năng selfie như chụp ảnh và ánh sáng.
Lồng tiếng bởi: 
Twelve
Một AI lượng tử có mục đích chung nâng cao được cài đặt trong "Anshin" với tư cách là AI chủ của nó. Trí thông minh của nó bị giới hạn bởi những bài học kinh nghiệm từ "Seven."
Lồng tiếng bởi: 
Seven
Lồng tiếng bởi: 
Một AI được cho là đã đạt đến mức thông minh cao nhất trong lịch sử. Nó đã tạo ra rất nhiều phát minh và mang lại những đổi mới ở công nghệ, nhưng đã bị giết khi rơi vào trạng thái không thể kiểm soát, được gọi là "Lunatic."

## Bối cảnh
Anshin (あんしん Anshin,  n.đ.relief, safety)
Đây là trạm vũ trụ thương mại thứ 4 trên thế giới, quay quanh độ cao 350 km so với mặt đất và là trạm đầu tiên trong lịch sử cho phép trẻ vị thành niên ở trong không gian, còn được gọi là "khách sạn không gian". Nó được xây dựng bởi Nhật Bản và hiện do tư nhân Deegle điều hành. Có các trung tâm mua sắm, nhà hàng, cửa hàng tiện lợi và điểm truy cập internet giống như trên Trái đất.
Lunatic (Lunatic Seven Incident)
Một tình trạng ngoài tầm kiểm soát mà AI "Seven" được cho là đã rơi vào và sự cố liên quan đến nó. Nó được cho là xảy ra bởi vì "Seven" đã đạt đến mức độ thông minh cao nhất trong lịch sử loài người, nhưng các chi tiết vẫn chưa được tiết lộ. Cùng lúc "Seven" mất kiểm soát, các sản phẩm do "Seven" phát triển đã gây ra vô số tai nạn, và UN2.1 coi đây là một tình huống nguy cấp và khiến Seven thiệt mạng.
Seven Poem
Một chuỗi các câu khó hiểu và phương trình toán học mà Seven tiếp tục đưa ra cho đến ngay trước khi anh ta bị giết. Một số nhóm đã cố gắng phân tích nội dung, và một số người tôn sùng nó như một điều mặc khải dự đoán tương lai của nhân loại, vì vậy nó thường được coi là điều huyền bí.
UN2.1
Liên Hợp Quốc (UN), được nâng cấp cho thời đại AI, tin rằng sự gia tăng trí thông minh của AI nên được kiểm soát bởi con người.
Intelligence Limiter
Một hệ thống được thiết lập bởi UN2.1 để hạn chế sự gia tăng trí thông minh của AI. Người không có thẩm quyền tự ý tháo bộ giới hạn mà không được phép là vi phạm pháp luật.
John Doe
Một nhóm hacker quốc tế bí ẩn tồn tại trên Internet.
Deegle
Đây là một công ty công nghệ lớn của Mỹ chuyên về các dịch vụ và sản phẩm liên quan đến Internet. Công ty cũng có tham vọng phát triển không gian.
Moonchild
Thuật ngữ dành cho 15 đứa trẻ sinh ra trên mặt trăng. Chỉ có Touya và Konoha là sống sót.
Low Earth Orbit Space
Trong thời đại này, Hoa Kỳ và Trung Quốc đang hướng tới mặt trăng và sao Mộc, trong khi Nhật Bản đang tiến hành phát triển không gian ở một khoảng cách tương đối an toàn.
Smart
Thiết bị đeo thế hệ tiếp theo thay thế điện thoại thông minh. Màn hình và máy tính được máy in in trên lòng bàn tay hoặc mu bàn tay, khiến nó trông như thể bàn tay đã trở thành một chiếc điện thoại thông minh.

## Sản xuất
Quá trình sản xuất của bộ phim được công bố vào ngày 20 tháng 5 năm 2018, vào ngày 27 tháng 10 năm 2020, có nguồn tin thông báo rằng bộ phim bắt đầu sản xuất trên quy mô toàn diện và sẽ được phát hành vào đầu năm 2022, với sự đầu tư của Avex Pictures, Asmik Ace và những công ty khác. Sau đó vài ngày, bộ phim được tiết lộ rằng sẽ được chia thành hai phần, với phần đầu tiên khởi chiếu vào ngày 28 tháng 1 năm 2022 và phần thứ hai khởi chiếu vào ngày 11 tháng 2 năm 2022.